# Salonsaari (ö i Kajanaland, Kehys-Kainuu, lat 64,27, long 29,64)
Salonsaari är en ö i Finland. Den ligger i sjön Lentua och i kommunen Kuhmo i den ekonomiska regionen  Kehys-Kainuu  och landskapet Kajanaland, i den centrala delen av landet, 500 km nordost om huvudstaden Helsingfors. Öns area är 2,7 kvadratkilometer och dess största längd är 3,9 kilometer i öst-västlig riktning.